# Alja Tkačev
Alja Tkačev (tudi Alja Tkačeva), slovenska pesnica, pisateljica, gledališka in filmska igralka, dramatičarka * 24. april 1934, Ljubljana, † 6. januar 1991, Ljubljana.
Alja Tkačev je leta 1957 diplomirala iz igre na Akademiji za igralsko umetnost v Ljubljani. Med letoma 1964 in 1980 je bila članica ansambla Slovenskega mladinskega gledališča, od leta 1983 pa članica Lutkovnega gledališča Ljubljana. Nastopila je v več filmih slovenske produkcije. Leta 1981 je prejela Borštnikovo nagrado za igro.
Ob 30. obletnici njene smrti je 2021 izšla knjiga Igralka s svinčnikom: Izbrani dnevniki (1962–1991), izbor prepisov  intimnih dnevniških zapisov iz 183 zvezkov, ki jih je igralka imenovala Tabu.

## Filmografija
- Coprnica Zofka (1989, celovečerni igrani film)
- Eva (1983, celovečerni igrani film)
- Dih (1983, celovečerni igrani film)
- Trije prispevki k slovenski blaznosti (1983, celovečerni igrani film)
- Nasvidenje v naslednji vojni (1980, celovečerni igrani film)
- To so gadi (1977, celovečerni igrani film)
- Let mrtve ptice (1973, celovečerni igrani film)
- Rdeče klasje (1970, celovečerni igrani film)